# 尤卡·于利普利
尤卡·于利普利（芬蘭語：Jukka Ylipulli，1963年2月6日—），芬兰男子北欧两项运动员。他曾代表芬兰参加1984年和1988年冬季奥林匹克运动会北欧两项比赛，其中1984年冬季奥运会获得一枚铜牌。